# Adijat Idris
Adijat Avorshai Idris (ur. 6 grudnia 2001) – nigeryjska zapaśniczka walcząca w stylu wolnym. Olimpijka z Tokio 2020, gdzie zajęła piętnaste miejsce w kategorii 50 kg.
Złota medalistka mistrzostw Afryki w 2024 i 2025. Trzecia na igrzyskach Afryki młodzieży (African Youth Games) w 2018 roku.